# Divoká Šárka
Divoká Šárka (prononcé en tchèque : [ˈɟɪvokaː ˈʃaːrka], « sauvage Šárka ») est une réserve naturelle à la périphérie nord-ouest de Prague, la capitale de la Tchéquie.

## Histoire
Vers le VIe siècle, les Slaves colonisent la région. Entre les VIIe et IXe siècles se trouvait au-dessus de la gorge de Džbán une colonie slave, d'une superficie d'environ 20 ha (dont 3 ha de colonie fortifiée).

## Toponymie
Elle doit son nom à une ancienne légende de Bohême. Une gorge y porte le nom de la guerrière Šárka, qui se serait jetée depuis ces falaises après avoir trahi son amant Ctirad, au cours de la « guerre des jeunes filles » (en tchèque Dívčí válka).

## Biodiversité
C'est le site le plus proche de la ville où vit le pic noir.

## Activités
La réserve naturelle abrite un lac et une piscine publique. L'eau de celle-ci est fournie par le ruisseau de la source Šárka qui traverse le parc et le lac.

## Galerie

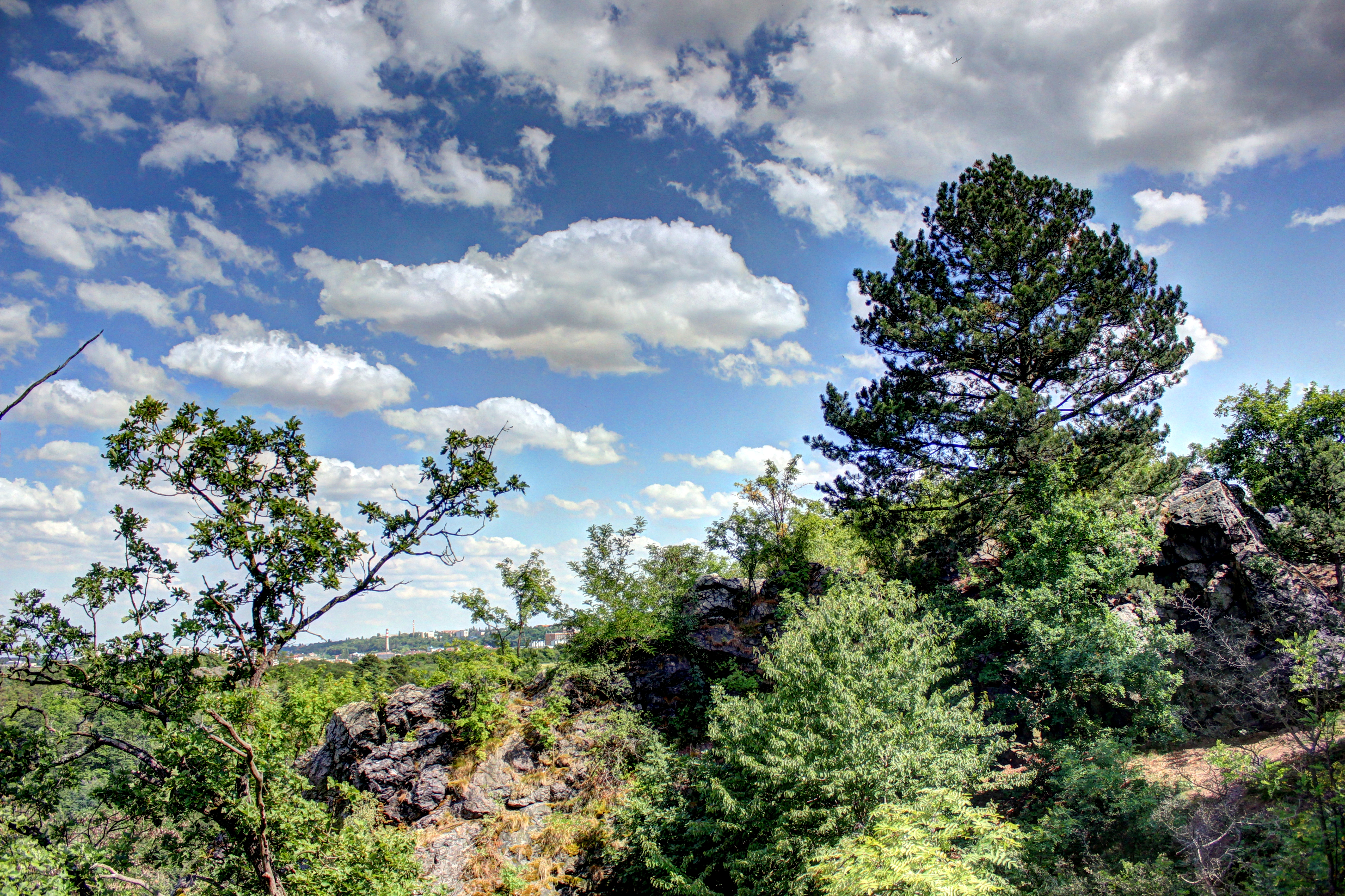
Vue de la réserve.
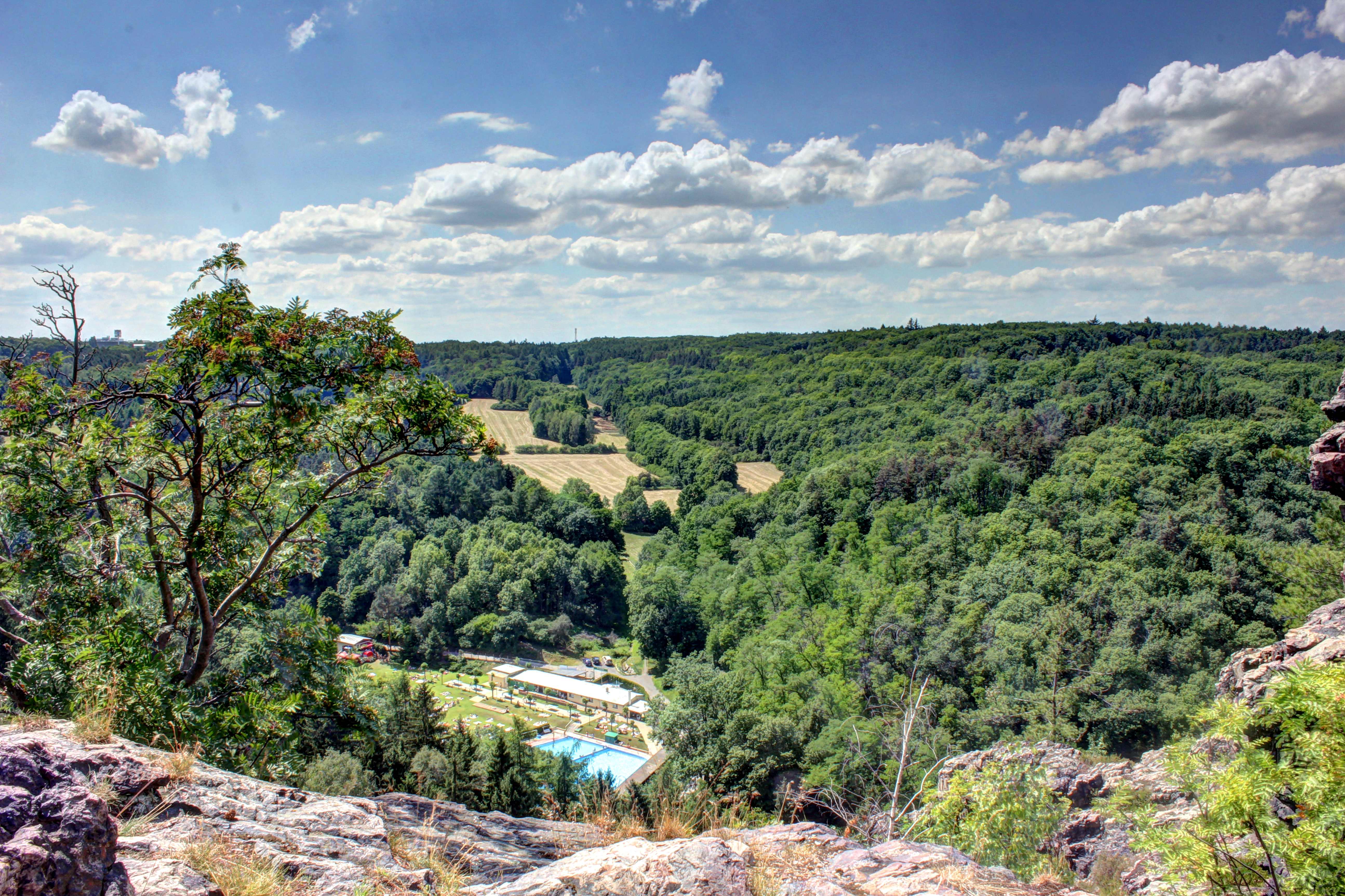
Vue de la réserve.
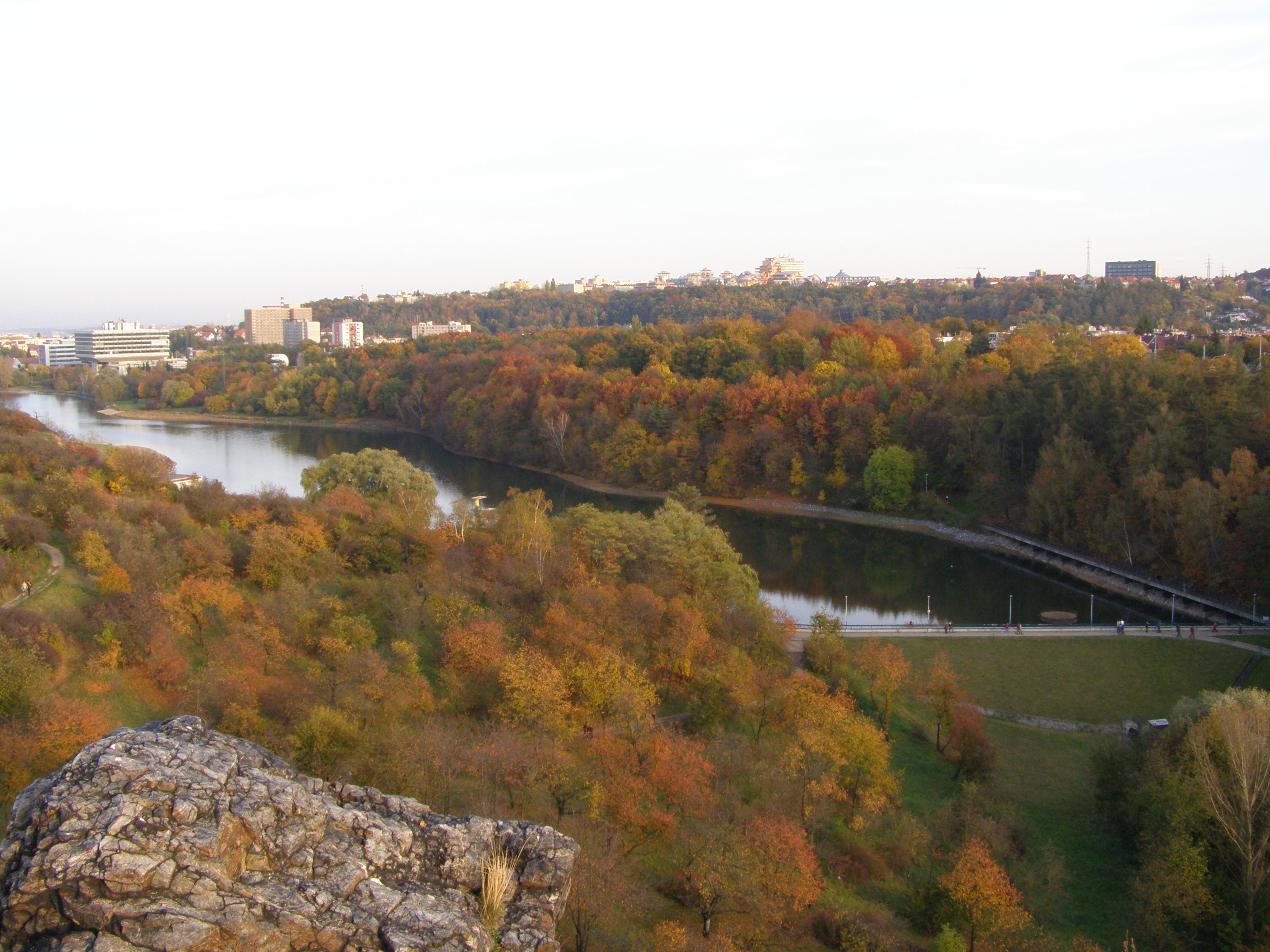
Le réservoir de Džbán.
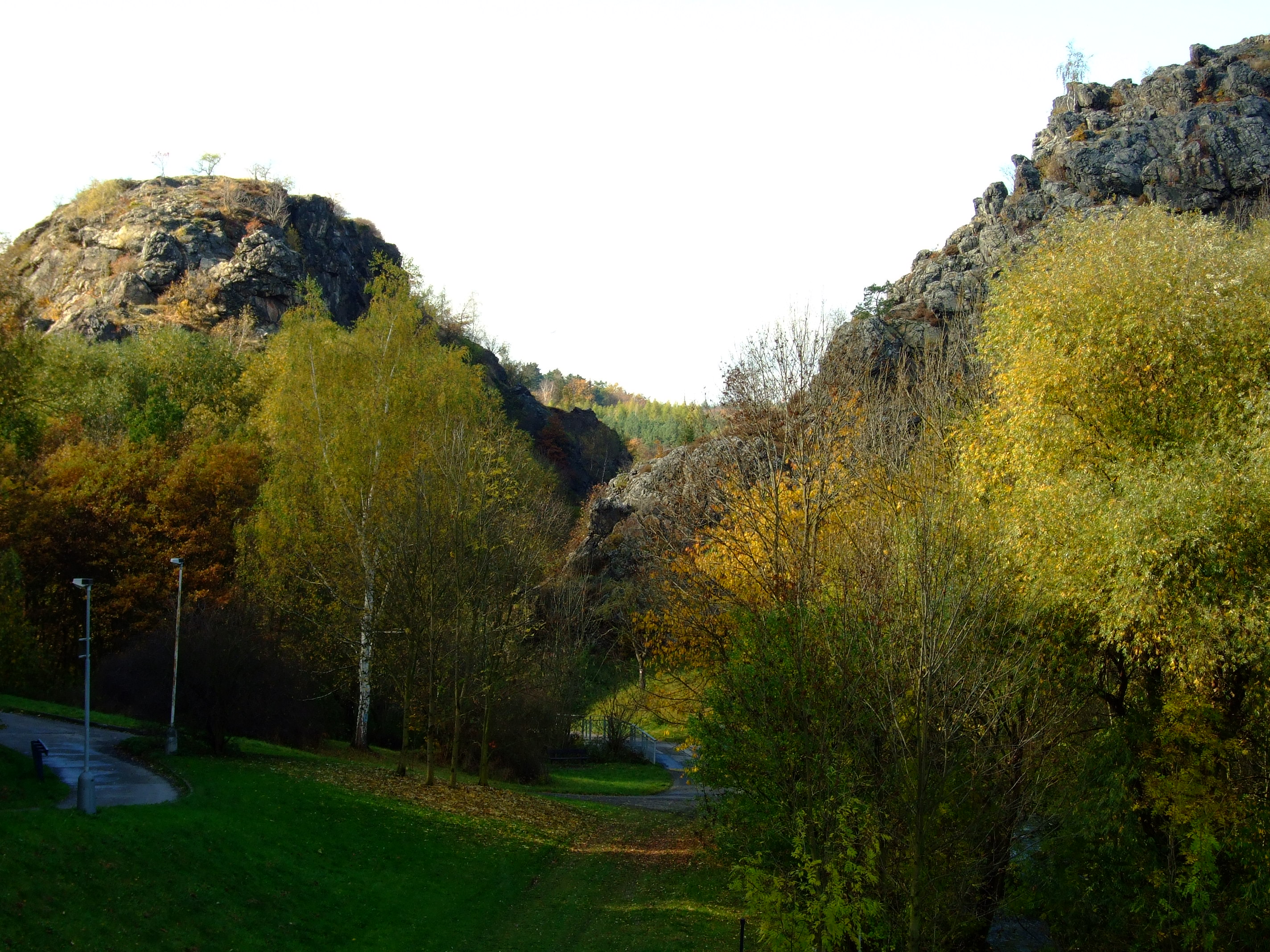
Gorges de Džbán.
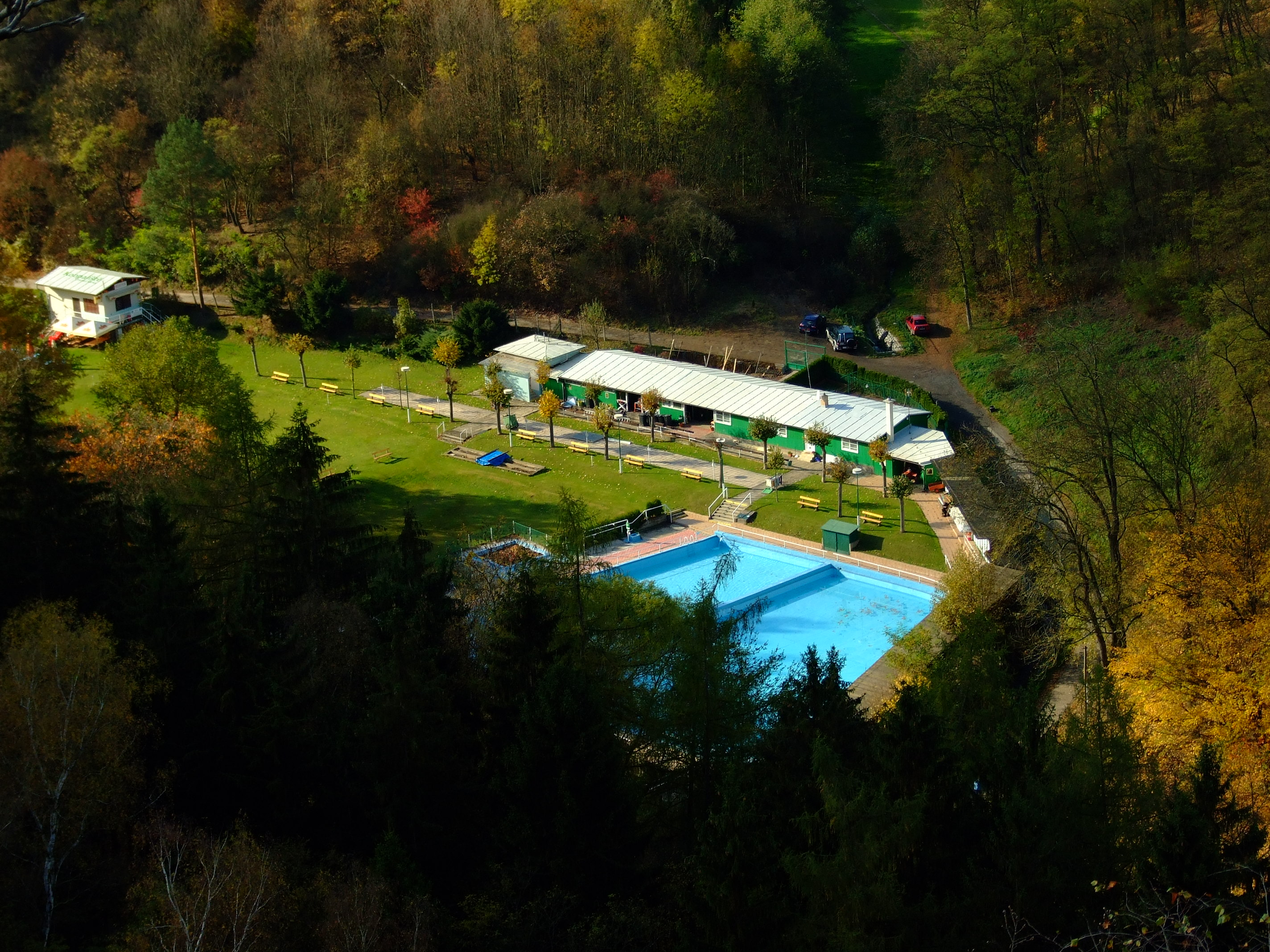
Piscine publique de Divoká Šárka.
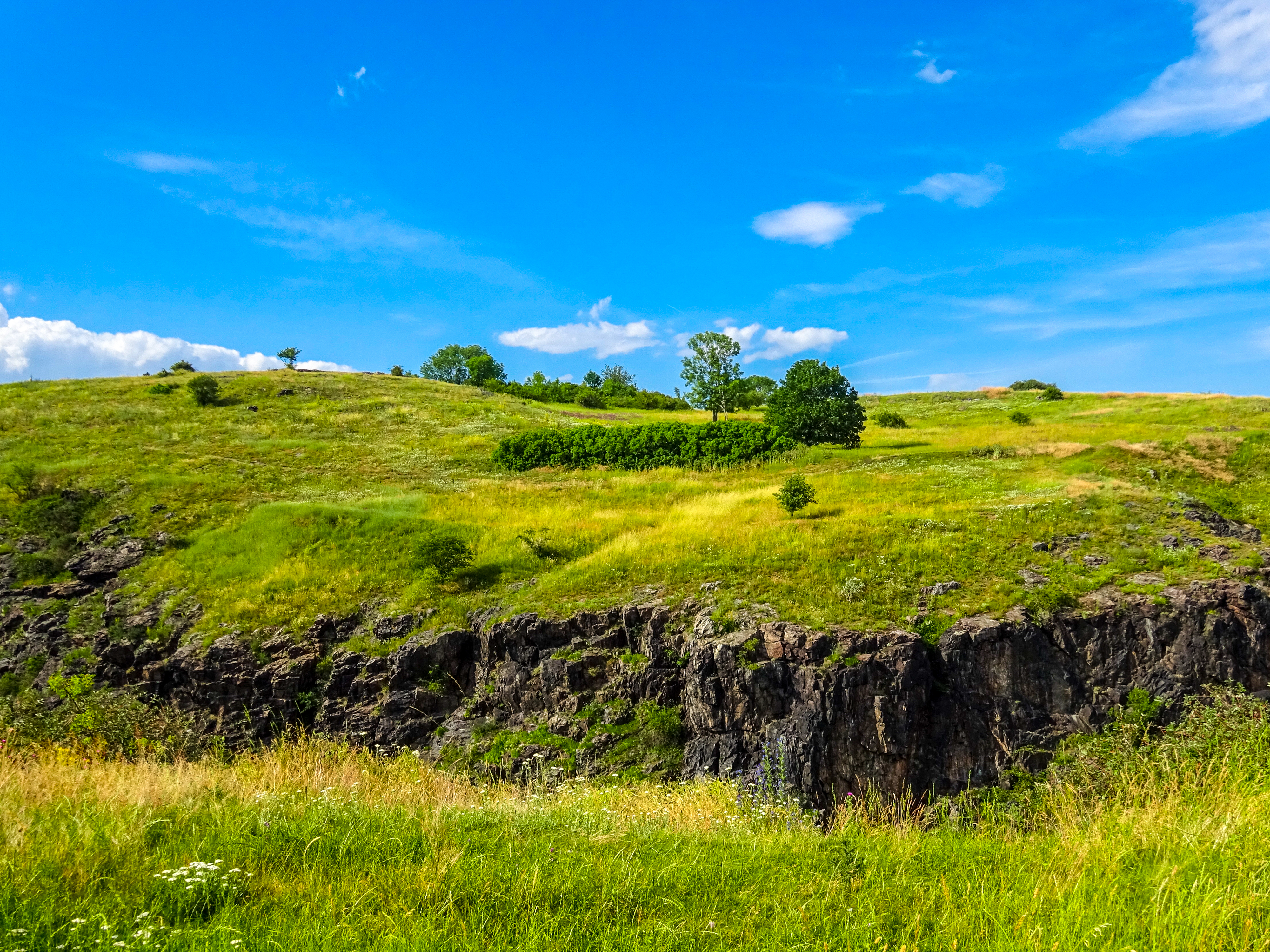
Vue de la réserve.